# Fahrūmand
Fahrūmand (persiska: فَهرومَند, فهرومند) är en ort i Iran.   Den ligger i provinsen Hamadan, i den nordvästra delen av landet, 300 km sydväst om huvudstaden Teheran. Fahrūmand ligger 1 557 meter över havet och antalet invånare är 512.
Terrängen runt Fahrūmand är varierad.Runt Fahrūmand är det ganska tätbefolkat, med 124 invånare per kvadratkilometer. Närmaste större samhälle är Nahāvand, 6,8 km sydost om Fahrūmand. Trakten runt Fahrūmand består till största delen av jordbruksmark.